# Doomsday Rock 'n Roll
Doomsday Rock 'n Roll je hudební album skupiny Chrome Division. Vydáno bylo v roce 2006.

## Seznam skladeb
1. "Doomsday Overture" – 1:30
2. "Serial Killer" – 3:46
3. "Hate" – 3:50
4. "Trouble With the Law" – 4:44
5. "Chrome Division" – 3:50
6. "Here Comes Another One" – 3:04
7. "1st Regiment" – 5:25
8. "Breathe Easy" – 3:46
9. "The Angel Falls" – 4:16
10. "Till the Break of Dawn" – 3:30
11. "We Want More" – 6:17
12. "When the Shit Hits the Fan" – 2:08